# Impatiens bequaertii
Impatiens bequaertii är en balsaminväxtart som beskrevs av Dewild. Impatiens bequaertii ingår i släktet balsaminer, och familjen balsaminväxter.

## Underarter
Arten delas in i följande underarter:
- I. b. angusticalcarata
- I. b. wittei